# Marthasterias glacialis
Marthasterias glacialis is een zeester uit de familie Asteriidae. De wetenschappelijke naam van de soort werd in 1758 gepubliceerd door Carl Linnaeus in de tiende editie van Systema naturae als Asterias glacialis en in 1878 door Jules Jullien overgebrcht naar het geslacht Marthasterias. Het is een van de grootste zeesterren ter wereld.

## Beschrijving
Marthasterias glacialis is een grote zeester met een diameter tot 70 cm, gewoonlijk 25-30 cm. De centrale schijf is relatief klein. Het heeft vijf smalle taps toelopende armen met die rijen longitudinale stekels langs elke arm. De stekels zijn wit, meestal met roze punten. stekels zijn omgeven door gespecialiseerde minuscule gemodificeerde stekels (pedicellariën), die worden gebruikt voor bescherming en om voedsel te verzamelen. M. glacialis kan vuilbruin of groenachtig grijs tot geel of oranje van kleur zijn met paarse uiteinden aan de armen.

## Verspreiding en leefgebied
Marthasterias glacialis wordt verspreid gevonden in de oostelijke Atlantische Oceaan van IJsland, Noorwegen, Ierland en de westkust van Groot-Brittannië over de Azoren tot Kaapverdië en is ook te vinden in de Middellandse Zee en Zuid-Afrika. Deze zeester wordt gevonden vanaf extreem laag water tot ongeveer 200 meter. Het kan worden gevonden in een verscheidenheid aan leefgebieden, van beschutte modderige locaties tot golvende blootgestelde rotswanden.

## Voedsel
Marthasterias glacialis voedt zich met mosselen, zeeslakken, zee-egels, zakpijpen, zeepokken en tienpotigen. Net als andere zeesterren van de familie Asteriidae, opent hij mosselen met de kracht van zijn zuigpoten en keert hij zijn maag om voor extra-intestinale vertering van de prooi. Met zijn kracht is hij in staat om het exoskelet van de zee-egel (Paracentrotus lividus), een van zijn belangrijkste prooidieren in de Middellandse Zee, te breken.
Een andere veel voorkomende prooidier in de Middellandse Zee is de mossel Venus verrucosa, maar in tegenstelling tot de grote kamster, heeft Marthasterias glacialis moeite met het bereiken van dieper begraven schelpen. M. glacialis eet ook de zeester Asterina gibbosa, de zee-egel Psammechinus miliaris en kleine tienpotigen van de geslachten Porcellana (porseleinkrabben) en Portunus. In Zuid-Afrika maakt de mossel Choromytilus meridionalis een groot deel uit van zijn dieet, maar hier concurreert hij sterk met de kreeft Jasus lalandii en de tepelhoorn Natica tecta.